# 1. SpVg Solingen 03
1. SpVg Solingen 03 was een Duitse voetbalclub uit Solingen, Noordrijn-Westfalen.

## Geschiedenis
De club werd opgericht als BC Gräfrath 03. De club sloot zich aan bij de West-Duitse voetbalbond. In 1908 promoveerde de club naar de hoogste klasse van de Bergse competitie en werd laatste. Na één seizoen promoveerde de club opnieuw en werd nu zesde. De club werd later overgeheveld naar de Zuidrijncompetitie. Toen deze opgesplitst werd tijdens de Eerste Wereldoorlog speelde de club opnieuw op het hoogste niveau. Na een tweede plaats in 1915/16 eindigde de club daarna in de middenmoot.
In 1925 fuseerde de club met Borussia 04 Solingen en werd zo 1. Sportvereinigung Solingen-Gräfrath 03.
In 1956 speelde de club één seizoen in de nieuwe Verbandsliga, die nu de derde klasse werd. In 1959 degradeerde de club zelfs naar de Bezirksliga. In 1968 promoveerde de club weer naar de Landesliga en wilde meteen doorstoten en maakte hierop een grote kans, maar moest de promotie uiteindelijk aan Union Ohligs laten. Het volgende seizoen werd wel promotie afgedwongen, maar na één seizoen stond de club weer in de Landesliga. In 1977 degradeerde de club naar de Bezirksliga en een jaar later al naar de Kreisliga.
Op 12 mei 2006 fuseerde de club met VfL Wald en werd zo 1. SpVgg Solingen-Wald. 